# Moïn Mosavver
Pour les articles homonymes, voir Mossavver.
Moïn Mossavver (en persan : معین مصور / Moʿin Moṣavver, également transcrit Mu'in Musavvir), actif d'environ 1632 à 1697, est un peintre persan de la période séfévide. Il ne doit pas être confondu avec Mir Mossavver qui fut actif à Tabriz un siècle plus tôt.

## Biographie et œuvre
Élève de Riza 'Abbasi, il en peignit un portrait au milieu des années 1630 et participa probablement au Khosrow et Shirin commandé par Safi Shah en 1632. Ses premières œuvres datées sont un Jeune homme (20 ramadhan 1047/5 février 1638) et des Amoureux (11 muharram 1052/11 avril 1642). Il évolua en partie en dehors du ketâbkhâneh (bibliothèque) royal.
Son style, tout d'abord très influencé par Riza 'Abbasi, s'en éloigne rapidement, et demeure ensuite très constant. Il se caractérise par l'usage d'une ligne fluide et fine, des coups de pinceau rapides et légers, des visages très ronds, plus minces que ceux des autres artistes des années 1640-1650. Il utilise fréquemment le rose brillant ou le mauve pour les sols, des lavis pour les ciels, des nuages dorés et des touffes de végétation. Outre des peintures de manuscrits littéraires, il est aussi l'auteur de nombreuses pages d'album, souvent des esquisses prises sur le vif. Au fil du temps, le nombre de personnages dans ses peintures se réduit, reflétant peut-être une demande des commanditaires.

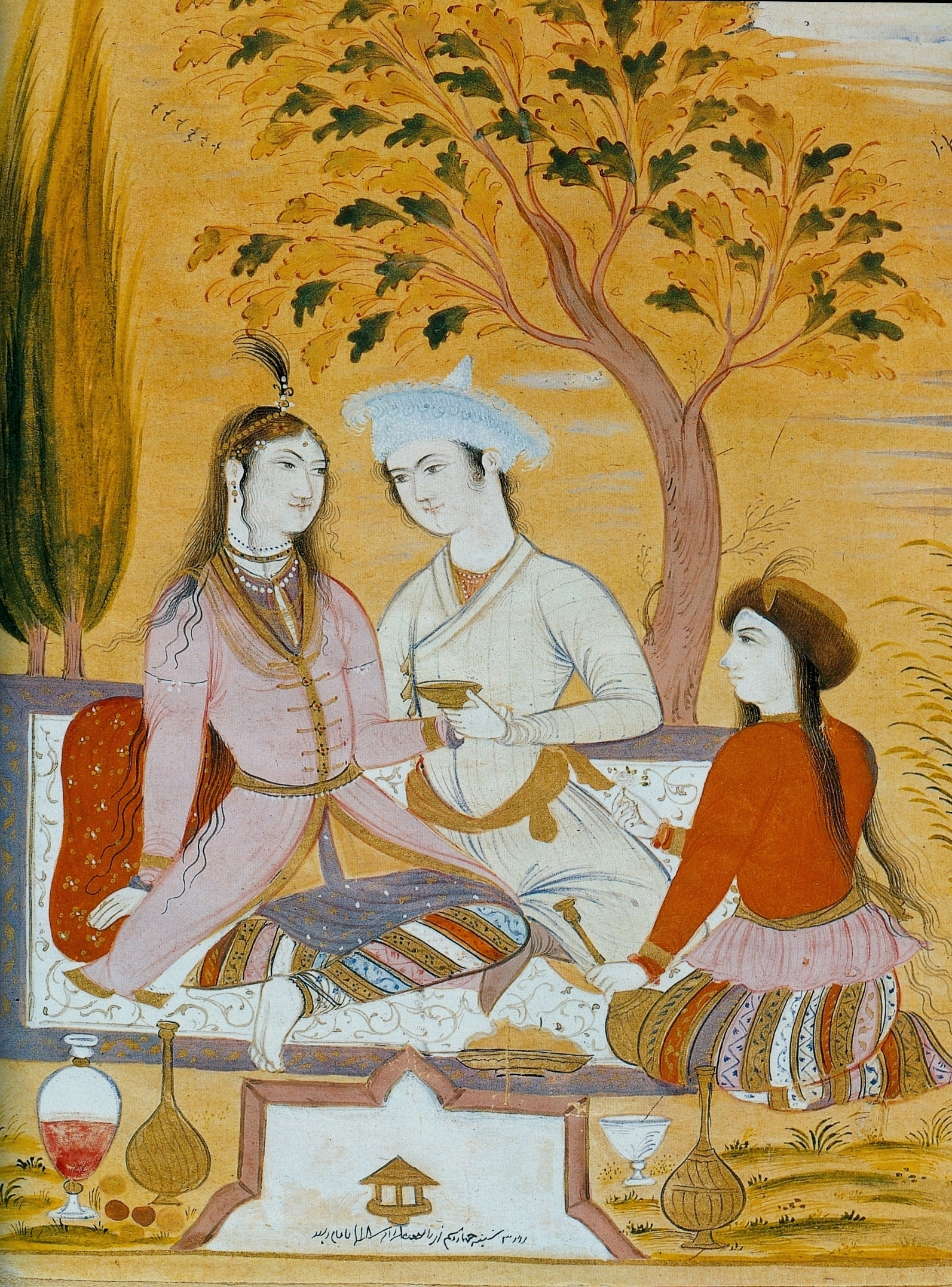
Amoureux avec une servante (1696, Saint-Pétersbourg, musée de l'Ermitage)